# Conacul Paget din Câmpia Turzii
Conacul Paget din Câmpia Turzii, județul Cluj, este înscris pe lista monumentelor istorice din județul Cluj (cod CJ-II-m-B-07553) elaborată de Ministerul Culturii din România în anul 2015. El se află pe strada Parcului nr.10. Nu este plasat direct la strada principală care traversează orașul (str. 1 Decembrie 1918), ci mai retras (între conac și strada 1 Decembrie 1918 există câteva blocuri noi). 
Înainte de 1990 aici a funcționat temporar și „Palatul copiilor” (după 1990 „Clubul copiilor” din Câmpia Turzii ).

## Istoric
În preajma acestei construcții frumoase, cu un acoperiș ce atrăgea pe vremuri atenția prin țiglele de un roșu aprins, se aflau acareturile: grajdul cu cai de trăsură, șura, o fierărie, locuința administratorului moșiei. În parcul castelului era un lac, alimentat continuu cu apa ce izvora dintr-o movilă invecinată. Lacul comunica printr-un canal cu lacul conacului învecinat (Szentkereszty Zsigmond - Bethlen Ödön) din curtea Liceului „Pavel Dan” (str. 1 Decembrie 1918 nr. 17). 
Peste drum de conac, în spațiul unde astăzi se află Casa de Cultură „Ionel Floașiu” (fostul Club Muncitoresc) și vila Ungureanu, au fost grajdurile cu caii de călărie, iar pe locul unde este acum Oficiul Poștal nr. 1 (str. 1 Decembrie nr. 6) era un manej pentru călărie. Tot aici existau mai multe clădiri din cărămidă, situate pe locul actualelor case de pe str. 1 Decembrie 1918 nr. 8 si nr. 10, care erau locuințele personalului de serviciu al castelului Paget.
Ilona Paget, nepoata și succesoarea lui John Paget, a vândut prin 1913 statului austro-ungar conacul, parcul și moșia, acestesa fiind folosite ca fermă agricolă de stat. 
După 1918, în fostul conac Paget (intrat în posesia statului român) a funcționat între 1918-1929 o fermă agricolă statală, în paralel cu Orfelinatul de băieți „Mihai Viteazul” (1920-1929) care era sub patronajul Ministerului de război și era condus administrativ de Societatea Ocrotirii Orfanilor din Război care dispunea ca anexe de: bucătărie, sală de meditație, dormitoare, etc.
Școlarizarea copiilor s-a făcut în anul 1922-1923 la Școala Primară de Stat din localitate, iar din septembrie 1923 aceștia au făcut școală primară în incinta orfelinatului, școală aflată sub conducerea acestuia, director fiind Teodor Hurducaciu. În anul 1923-1924 în orfelinat erau 123 de copii români, maghiari și alte naționalități conlocuitoare, iar ulterior numărul acesta a scăzut. În timpul crizei din anul 1929 acesta s-a desființat. Ca sprijin material în sprijinul acesteia veneau și școlile primare din zonă: Călărași, Luncani, Poiana Luduș, Câmpia Turzii, etc..
Acolo în perioada 1929-1958 a funcționat Stațiunea Experimentală Agricolă (aparținând de Institutul de Cercetări Agronomice al României, ICAR). În apropierea acesteia (pe fostul teren al conacului John Paget) s-a construit un mare siloz-depozit de cereale si semințe (str. 1 Decembrie 1918 nr. 1-3; transformat în ultimii ani într-un bloc de locuințe, cu spații comerciale la parter).
Într-o încăpere din acest fost conac (numit și „Casa Albă”, din cauza aspectului ei exterior) a funcționat între 1923-1949 o capelă ortodoxă, până înainte de darea în funcțiune în anul 1951 a primei Biserici Ortodoxe din oraș (Piața Mihai Viteazul nr. 9) (înainte de 1918 românii din cele două localități componente au fost exclusiv greco-catolici). Înainte de 1990 aici a funcționat temporar și „Palatul copiilor” (după 1990 „Clubul copiilor”).

## John Paget (date biografice)
Conacul (în prezent în renovare) a fost ridicat în deceniul al cincilea al secolului XIX de aristocratul englez John Paget. John Paget a fost o personalitate interesantă a Transilvaniei din a doua jumătate a secolului XIX. S-a născut în 1808 la Loughborough (Anglia) și făcea parte dintr-o veche familie de nobili. A urmat Colegiul Unitarian din Manchester, cu rezultate foarte bune. Apoi a studiat la universitate, obținând diploma de doctor în medicină la Edinburgh (Scoția). La 27 ani, în 1835, John Paget renunță la cariera științifică pentru a se consacra călătoriilor în lumea largă, printre care și în Transilvania (1835-1836).În 1837 se căsătorește la Roma cu Polixenia Wesselényi (fiica baronului József Wesselényi , și fosta soție divorțată a baronului ardelean László Bánffy de Losonc), pe care a cunoscut-o în 1835 în Italia.
În anul 1839 s-a stabilit în satul Ghiriș-Arieș (azi Câmpia Turzii) din Ardeal. Aici transformă moșia soției - unde își ridică conacul în stil englez - după modelul latifundiilor din Anglia. În 1848 participă și el activ la revoluția maghiară anti-habsburgică, sub comanda lui Józef Bem. Multe inovații agricole au fost introduse de John Paget pe moșia sa în deceniile 5-8 din secolul XIX. Adoptă metode si tehnici noi, moderne, ale exploatării raționale a terenurilor, utilizează mașini agricole importate din Anglia, efectuează lucrări de împădurire, sădește soiuri noi de pomi fructiferi si de viță de vie. S-a ocupat intens și de creșterea și intreținerea cailor de rasă. În 1847 i s-a acordat cetățenia maghiară. S-a stins din viață în 1892 la Ghiriș-Arieș (Câmpia Turzii) și a fost înmormântat la Cluj, așa cum își dorise.

## Galerie de imagini

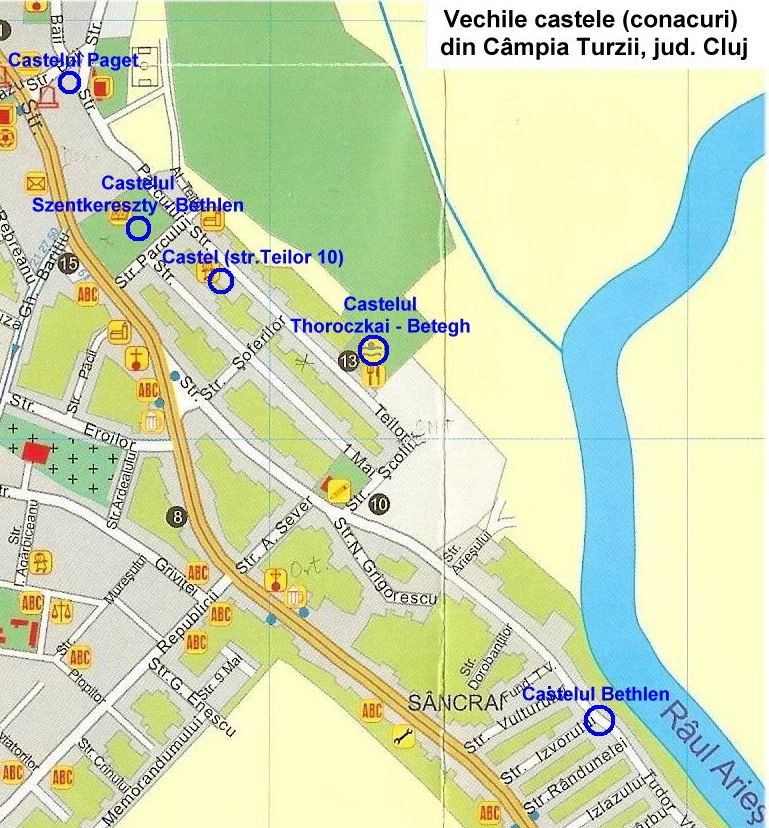
Harta cu vechile castele (conace) din Câmpia Turzii
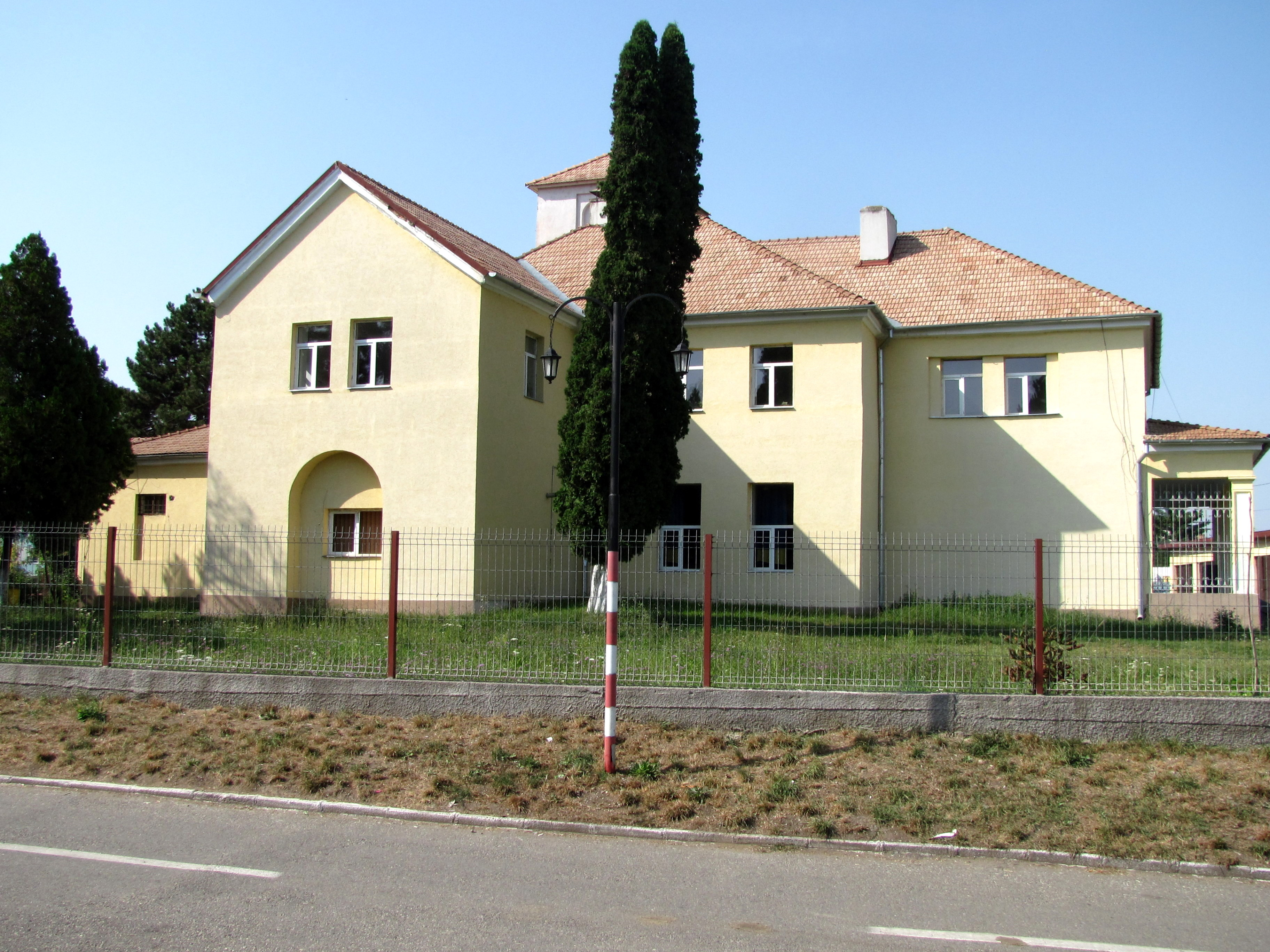
"Clubul Copiilor" (imagine din anul 2011)
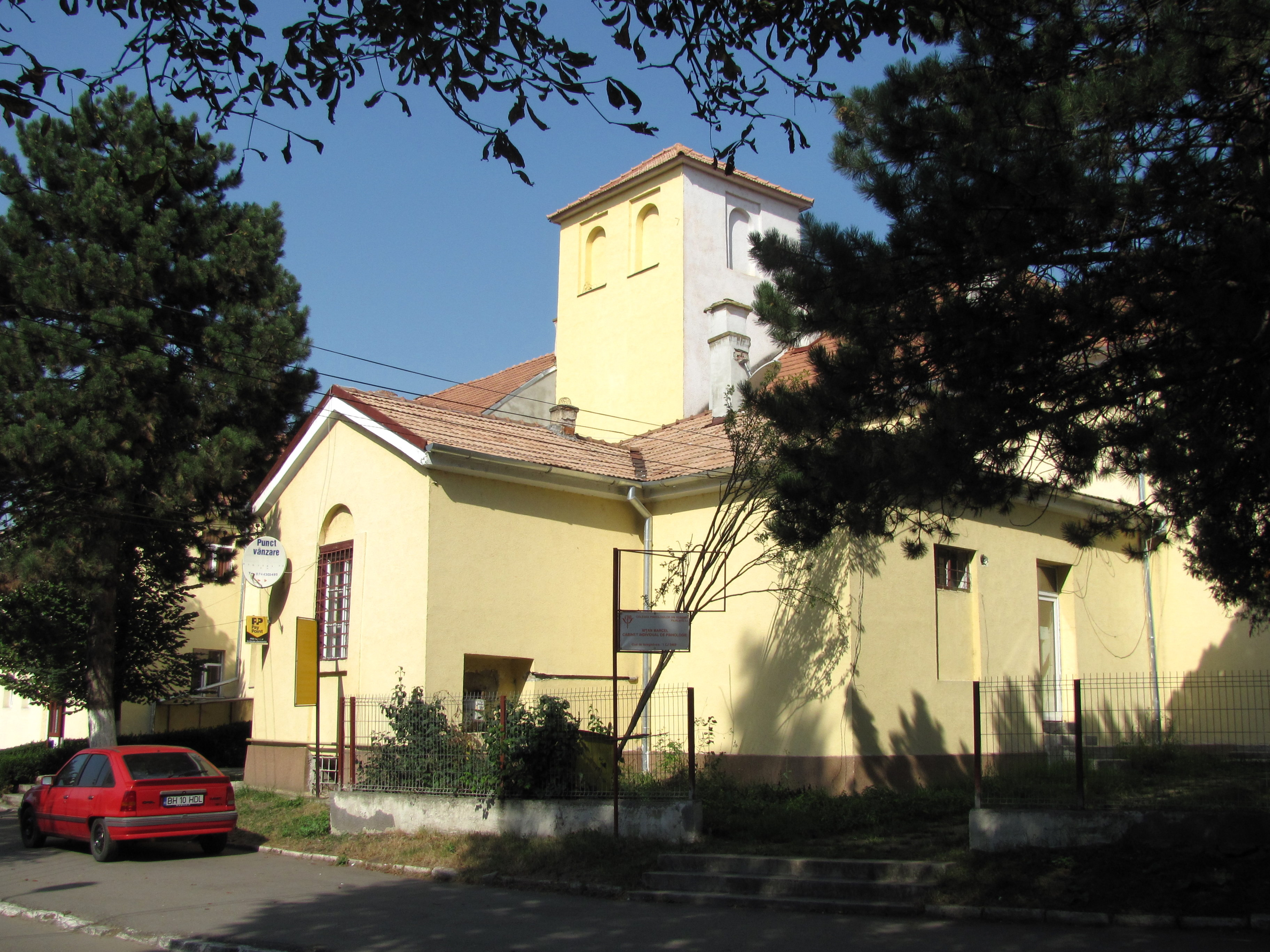
"Clubul Copiilor" (imagine din anul 2011)
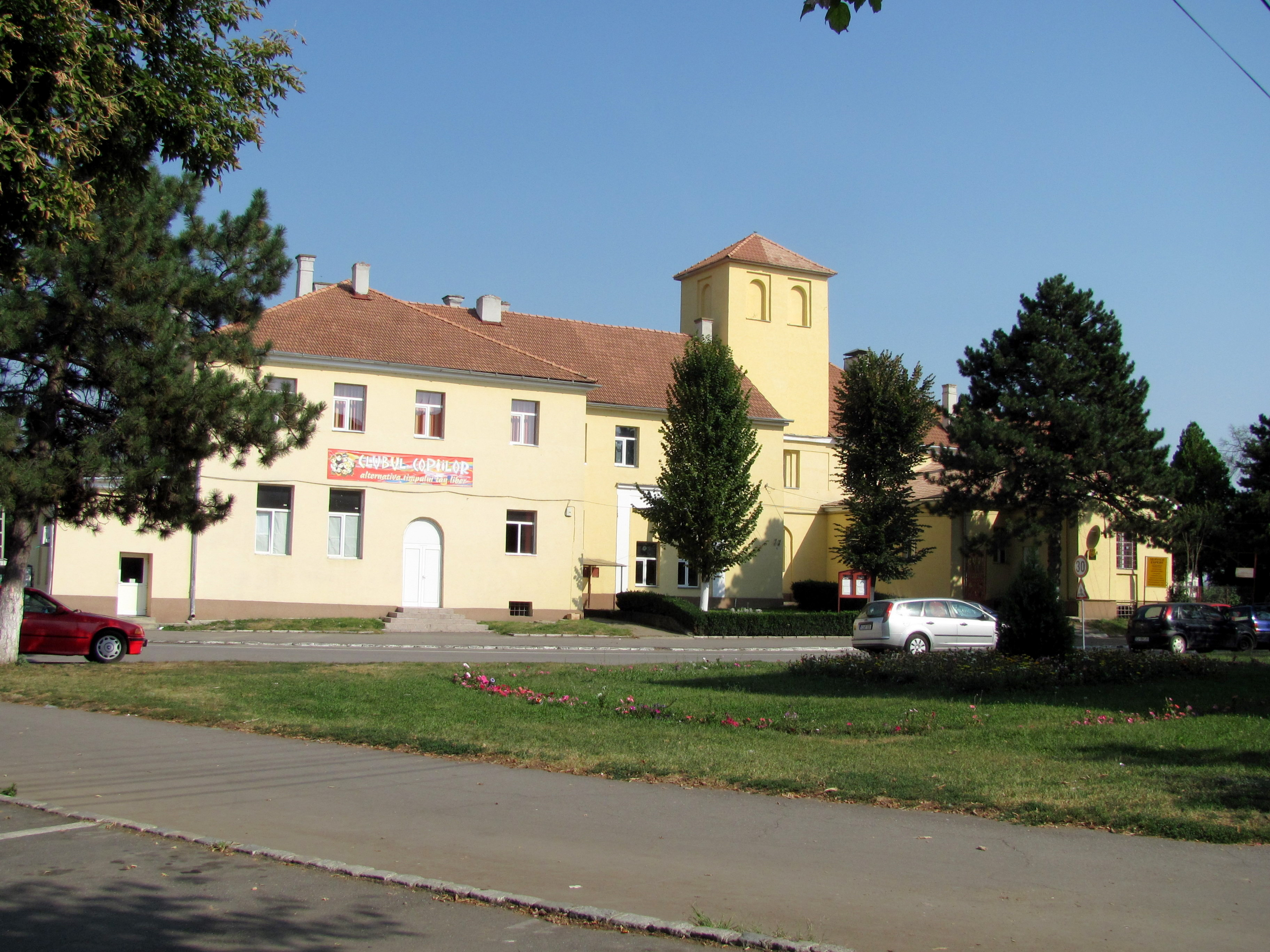
"Clubul Copiilor" (imagine din anul 2011)